# Plagiogeneion
Plagiogeneion – rodzaj ryb z rodziny kraśniakowatych (Emmelichthyidae).

## Klasyfikacja
Gatunki zaliczane do tego rodzaju:

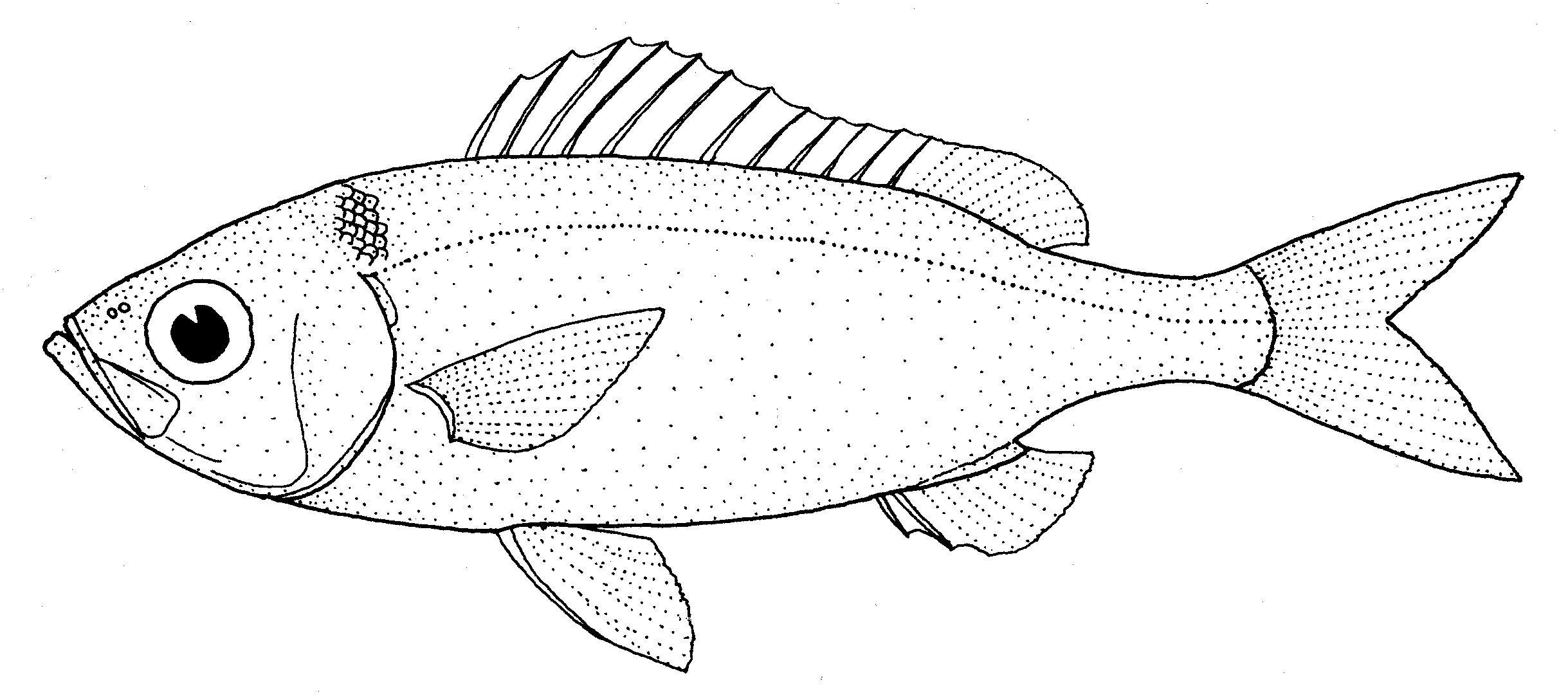
Plagiogeneion fiolenti
- Plagiogeneion geminatum
- Plagiogeneion macrolepis
- Plagiogeneion rubiginosum
- Plagiogeneion unispina

- Plagiogeneion rubiginosum